# Comuna Sredeț, Burgas
Obștina Sredeț (comuna Sredeț; în bulgară Средец) este o unitate administrativă în regiunea Burgas din Bulgaria. Cuprinde un număr de 32 localități.  Reședința sa este orașul Sredeț. Localități componente:
| - Belevren - Belila - Bistreț - Bogdanovo - Varovnik - Goliamo Bukovo - Gorno Iabylkovo - Granitec - Granichar - Sredeț | - Debelt - Dolno Iabylkovo - Draka - Drachevo - Diulevo - Momina Cyrkva - Zagorci - Zornica - Kirovo - Kubadin | - Malina - Orlinci - Prohod - Pynchevo - Radojnovo - Rosenovo - Svetlina - Sinăo Kamene - Slivovo - Suhodol | - Vylchanovo - Fakiia |

## Demografie
Componența etnică a obștinei Sredeț
     Romi (13,81%)
     Turci (1,54%)
     Bulgari (73,06%)
     Nicio identificare (11,12%)
     Altele (0,45%)
La recensământul din 2011, populația comunei Sredeț era de 14.934 locuitori. Din punct de vedere etnic, majoritatea locuitorilor (73,06%) erau bulgari, existând și minorități de romi (13,81%) și turci (1,54%). Pentru 11,12% din locuitori nu este cunoscută apartenența etnică.